# Donald T. Campbell
Donald T. Campbell (ur. 1916, zm. 1996) – amerykański psycholog. Autor licznych prac naukowych dotyczących nie tylko psychologii, ale również socjologii, antropologii, filozofii, statystyki czy biologii. Szczególne znaczenie ma jego wkład w rozwój metodologii badań społecznych. Wspólnie z Donaldem Fiske opracował procedurę badania trafności teoretycznej zwaną analizą macierzy wielu cech – wielu metod, a także wprowadził do psychometrii pojęcie trafności różnicowej i trafności zbieżnej.
Donald T. Campbell jest uznawany za współtwórcę (wspólnie z Konradem Lorenzem i Karlem Popperem) epistemologii ewolucyjnej.